# Тоні Сіпріані

Тоні Сіпріані

Антоніо «Тоні» Сіпріані (англ. Antonio "Toni" Cipriani) — персонаж серії ігор Grand Theft Auto. Він виступає як головний персонаж Grand Theft Auto: Liberty City Stories і як другорядний в Grand Theft Auto III. Він, капо у сім'ї Леоне, піднявшись по службовій драбині в 1998 році, а також допомагає керувати рестораном своєї матусі у Сент-Марку. Майкл Медсен озвучив Тоні в Grand Theft Auto III, а Деніел Мастроджорджіо — в Grand Theft Auto: Liberty City Stories.

## Біографія

### Ранні роки
Антоніо «Тоні» Сіпріані народився в Портленді, районі Ліберті-Сіті. Батьками були Ма Сіпріані і безіменний батько. Батько був один з членів мафіозної сім'ї, ймовірно сім'ї Леоне. Тоні жив з батьками в ресторані, а пізніше став брати участь в кримінальному світі Ліберті-Сіті.

### 1998 рік
Тоні Сіпріані не було в місті кілька років, після того, як вбив людину за дорученням Сальваторе Леоне. У 1998 році він повертається в Ліберті-Сіті, щоб продовжити свою кримінальну кар'єру. Вдячний Сальваторе Леоне дає Тоні роботу, але так як Тоні не було в місті кілька років, інші члени сім'ї Леоне встигли піднятися вгору в званні. Сальваторе був змушений позбавити Тоні звання капо і присвоїв його Вінченцо Чіллі. Тепер у Тоні знову найнижче звання і йому знову доведеться працювати на Дона, щоб повернути своє лідируюче становище в сім'ї.
Тоні виглядає в GTA: Liberty City Stories набагато тонше, ніж в GTA III. Велика частина його зусиль у досягненні мети в сім'ї Леоне — це війна з двома іншими мафіозними сім'ями: Фореллі і Сіндакко]. Також за дорученням Дона, Тоні в середині сюжетної лінії вбиває мера Ліберті-Сіті Роджера С. Гоула. Пізніше Тоні працює на мільйонера і кандидата в мери — Дональда Лава. Після цього Майлз О'Донован все-таки був обраний мером. Через це Сальваторе Леоне заарештували за кількома звинуваченнями, змушуючи Тоні видавати себе за адвоката Сальваторе, беручи завдання з поліцейської дільниці.
Сальваторе врешті-решт випустили з в'язниці, але сицилійська мафія бажає, щоб Сальваторе помер. Після звільнення, Тоні і Сальваторе йдуть до мера, але він був викрадений Массімо Торіні — високопоставленим членом сицилійської мафії. Тоні і Сальваторе рятують мера і вбивають Торіні.

### 2001 рік
До 2001 року Тоні став одним з найбільш високопоставлених членів сім'ї Леоне, поступаючись лише Сальваторе Леоне. Син Сальваторе, Джоуї Леоне, знайомить головного героя гри GTA III, Клода з Тоні. Тоні наймає Клода атакувати Тріади, в тому числі намагаються отримати гроші за захист з пральні Вонга, знищувати рибні фургони Тріад і рибну фабрику Тріад у Каллаган Пойнт. Тоні також знайомить Клода з Сальваторе Леоне.
У 2001 році Тоні живе з матір'ю. У ресторані він проводить багато часу, а також дає Клоду роботу.

## Особа
Поведінка Тоні в сценах гри, показує що він дуже спокійний, але його дратують деякі дивні люди (Марія Латоре, Джозеф Деніел О'Тул і Дональд Лав). Коли Тоні злиться, він може робити вкрай насильницькі методи вбивства (наприклад використовувати сокиру, щоб вбити Джованні Каза і розрубати його тіло на дрібні шматочки). Також Тоні розкаюється у своїх вбивствах (коли йде в собор на сповідь). Тоні також вважає, що люди повинні показувати належну повагу до батьків. Тоні бачив як Вінченцо Чіллі розмовляв з матір'ю по телефону, в той час як з повією Шеріз займався оральним сексом.

## Факти
- Його прізвище, Сіпріані (англ. Cipriani), один раз неправильно вимовляється як Кіпріані (англ. Kipriani) у GTA III (у другій місії Тоні, де герой читає лист).
- У Grand Theft Auto: Liberty City Stories Тоні зовсім худий, що дуже засмучувало його мати. Мабуть, з часу подій Grand Theft Auto III мати його ґрунтовно відгодувала.
- У фільмі «Гроші вирішують все» є персонаж на ім'я Тоні Сіпріані, зіграний Полом Сорвіно, який зовні трохи нагадує Тоні, зображеного в GTA III і Grand Theft Auto: Liberty City Stories. Також у фільмі з'являється і Ма Сіпріані, мати Тоні. У грі вона володіє рестораном, а у фільмі готує для Тоні і його домочадців. Якщо в грі можна почути тільки її голос, то у фільмі вона навпаки не вимовляє ні слова.
- У 2001 році в Grand Theft Auto III колишній будинок Тоні в Портленді зруйнований і оточений конусами.